# Krystal Vaughn
Krystal Lynette Vaughn (Baltimora, 8 settembre 1986) è una cestista statunitense, professionista nella WNBA.

## Carriera
È stata selezionata dalle Washington Mystics al terzo giro del Draft WNBA 2008 (34ª scelta assoluta).